# Episodi di La Commanderie
La prima ed unica stagione della serie televisiva La Commanderie è stata trasmessa dal 10 aprile al 24 aprile 2010 sul canale francese France 3.
| nº | Titolo originale         | Prima TV Francia |
| -- | ------------------------ | ---------------- |
| 1  | Jeu de Dupes             | 10 aprile 2010   |
| 2  | L'Or des Templiers       |                  |
| 3  | Volonté divine           |                  |
| 4  | La Procession            |                  |
| 5  | L'Arrivée du duc d'Anjou |                  |
| 6  | L'Imposteur              |                  |
| 7  | Trésor et Tentations     |                  |
| 8  | Rédemption               | 24 aprile 2010   |